# Des Gockels Hochzeit
Des Gockels Hochzeit ist ein Tiermärchen. Es steht in Johann Wilhelm Wolfs Deutsche Hausmärchen an Stelle 44.

## Inhalt
Hahn und Huhn heiraten und sammeln nach dem Essen mit den Gästen im Wald Eicheln. Als ein Fuchs kommt, schickt der Hahn seine Frau Gretchen heim, ein Raubvogel holt sie unterwegs. Die Gäste fliehen, und der Fuchs trägt den Hahn zu seiner Höhle. Der Hahn lehrt ihn, in welcher Haltung er vor dem Essen beten soll und fliegt hoch. Seither betet der Fuchs nie. Der Gockel vermisst seine Frau und ruft jeden Morgen: „Grüß mir die Gret!“

## Herkunft
Der Titel Des Gockels Hochzeit ist bei Wolf nicht mit einem Sternchen (*) versehen, was laut seiner Vorrede anzeigt, dass er selbst den Text ausarbeitete. „Als der Weltschluß geschlossen war“ soll die Fabel und Erklärungssage sich ereignet haben. Hahn und Hühner heißen hier hessisch Gockel und Hinkel, wie schon in Der Hinkelhirt. Betrogen ist der Fuchs, wie der Wolf im nächsten Tiermärchen Der Traum des Wolfes. Vgl. sonst etwa Grimms Von dem Tode des Hühnchens, Der Fuchs und die Gänse.